# 刈羽站
刈羽站（日语：／ Kariwa eki */?）是位於新潟縣刈羽郡刈羽村大字刈羽888番1號，屬於東日本旅客鐵道（JR東日本）的越後線車站。

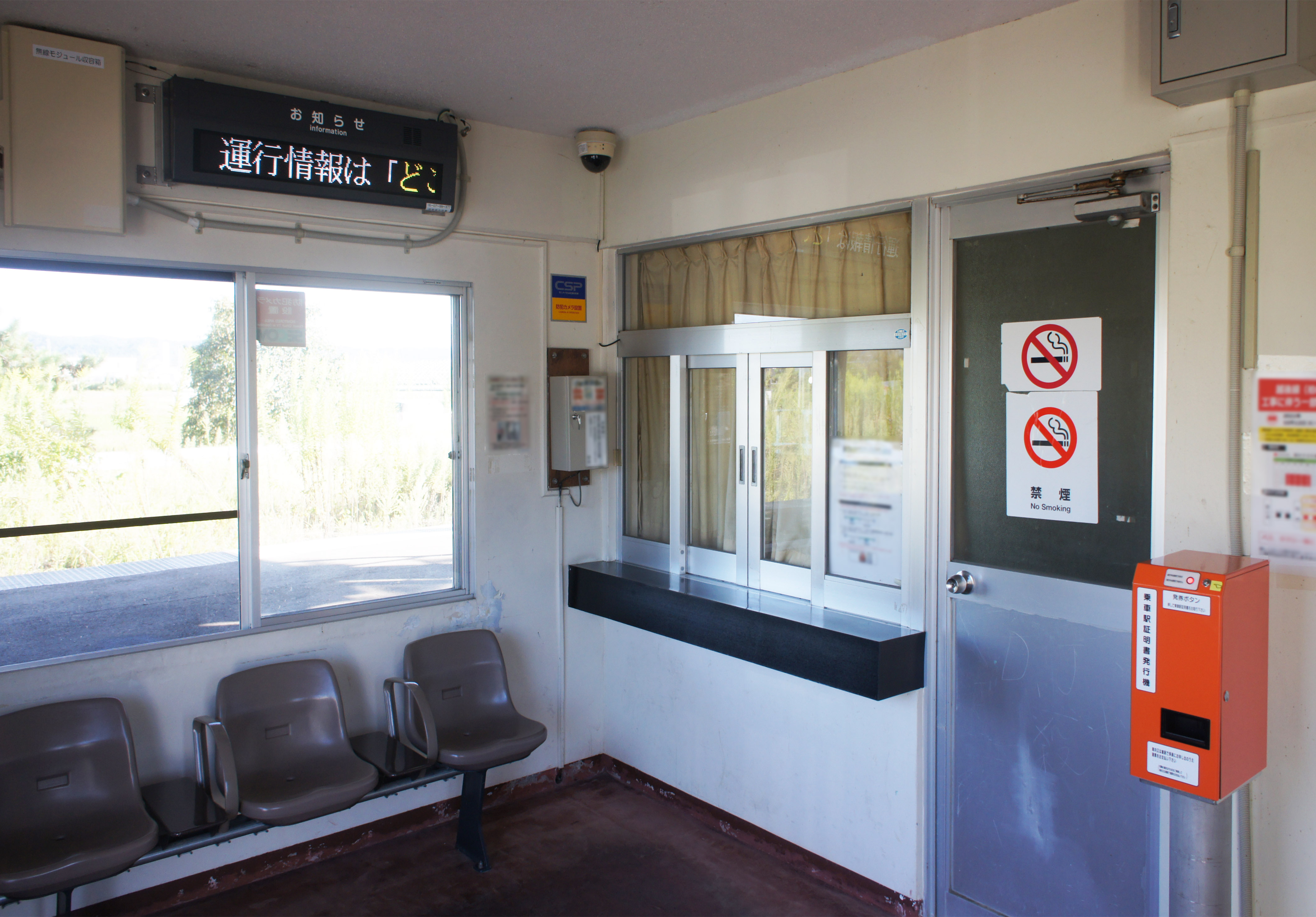
候車室内(2021年9月)

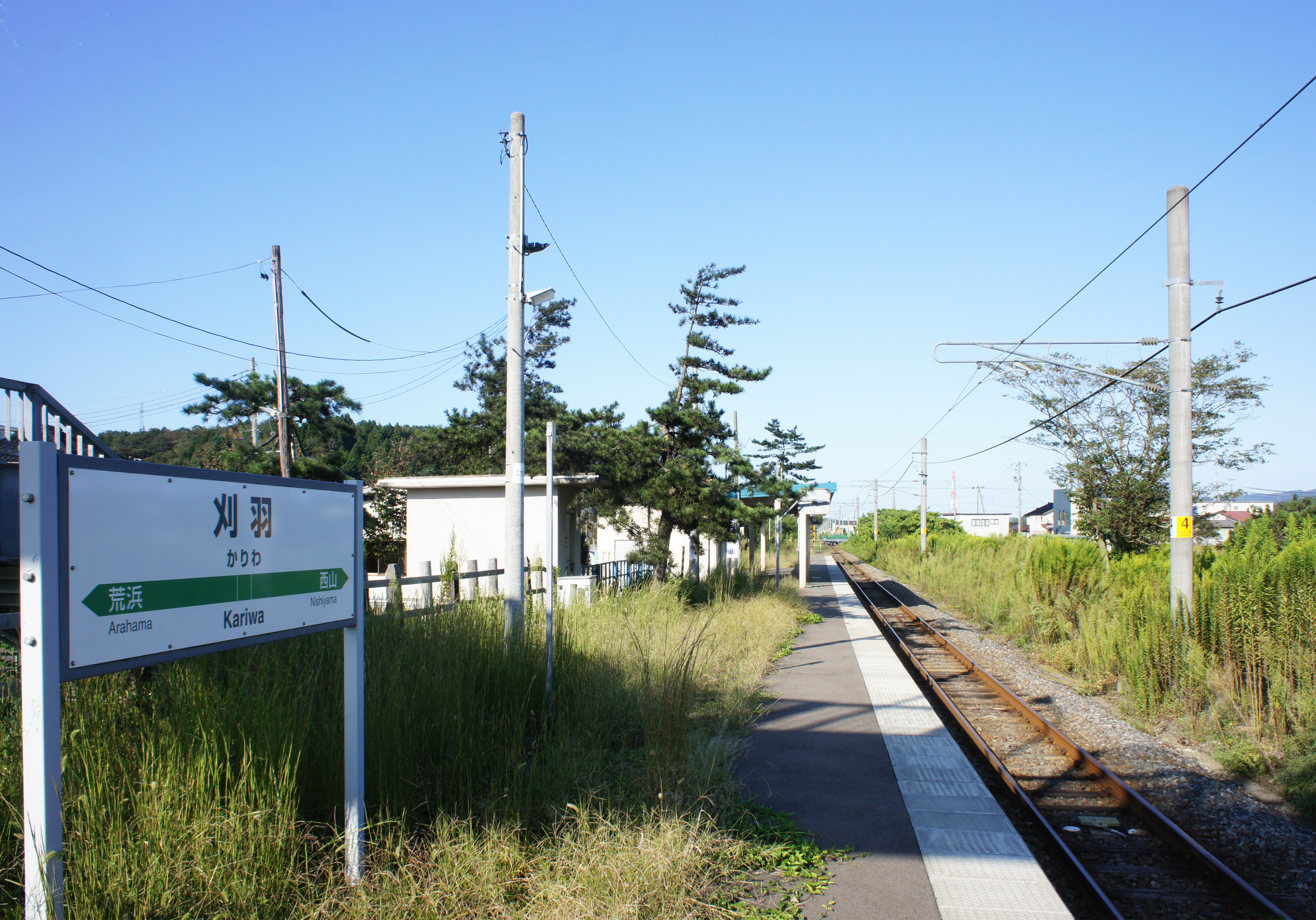
月台(2021年9月)

## 歷史
- 1912年（大正元年）11月11日：越後鐵道 柏崎至石地之間開通，此站啟用[1]。
- 1927年（昭和2年）10月1日：越後鉄道被國有化，柏崎至白山之間全線隸屬國鐵越後線（後來白山至新潟也編入至越後線）。
- 1973年（昭和48年）12月1日：結束貨物起卸業務。
- 1984年（昭和59年）：車站大樓翻新，現時車站大樓落成[1]。
- 1987年（昭和62年）4月1日：伴隨國鐵分割民營化，車站由東日本旅客鐵道（JR東日本）營運。

## 車站構造
本站是地面車站，設有1面1線的單式月台。此站曾設有2面2線的相對式月台，現時交會設備、月台已經撤走。本站是由長岡站管理的無人車站。站內設有候車室和乘車站證明票發行機，候車室外則設有男女共用廁所。
此站在2016年前曾設有簡易式按鈕自動售票機，隨後被替換為乘車站證明票發行機。

### 月台
| 月台 | 路線    | 上下行 | 方向           |
| ---- | ------- | ------ | -------------- |
| 1    | ■越後線 | 上行   | 柏崎方向       |
| 1    | ■越後線 | 下行   | 吉田、新潟方向 |

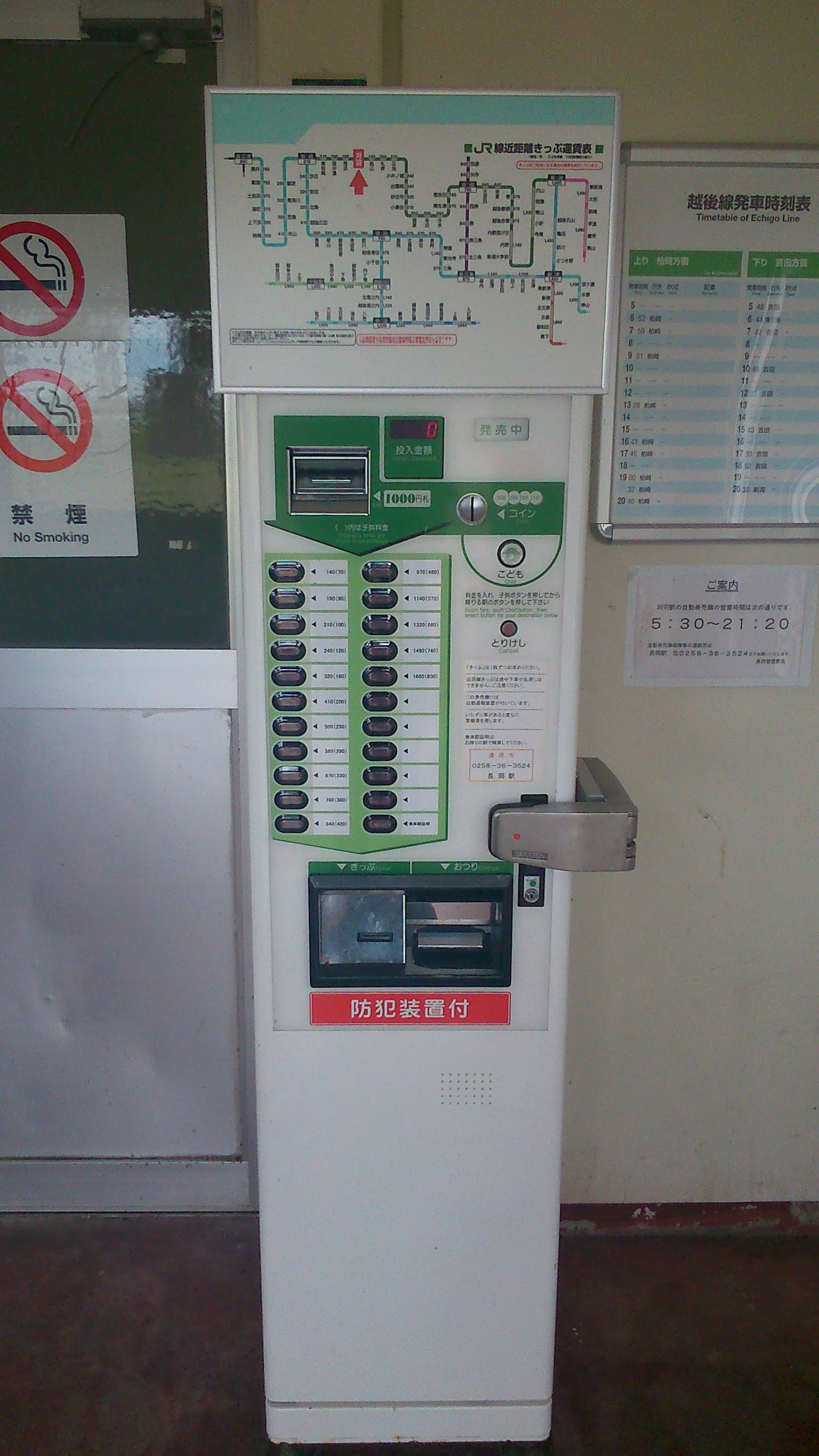
曾設置在站內的按鈕式自動售票機（2016年8月）

## 車站周邊
車站附近設有刈羽村公所、郵局、小學和中學等設施。在靠近日本海一方設有柏崎刈羽核電站。

## 相鄰車站
東日本旅客鐵道（JR東日本）
■越後線
荒濱－刈羽－西山

## 注腳
1. 1 2 3 4 5 6 7 8  . 週刊朝日百科. 21号 新潟駅・弥彦駅・津南駅ほか. 朝日新聞出版. 2012-12-30: 20 （日语）.
2. 1 2  . 東日本旅客鉄道.   [2019-08-19]. （原始内容存档于2019-08-19） （日语）.

## 外部連結
- 車站資訊（刈羽）：東日本旅客鐵道（日語）